# Balloon (film)
Pour les articles homonymes, voir Balloon (homonymie).
Pour plus de détails, voir Fiche technique et Distribution.
Balloon (气球, Qìqiú) est un film chinois réalisé par Pema Tseden, sorti en 2019.

## Synopsis
Le film évoque les tiraillements d'une famille tibétaine entre le conservatisme religieux et l'émancipation sexuelle. Drolkar et son mari ont trois fils et sont des éleveurs de brebis. Pour se conformer à la politique de l’enfant unique, mise en place par les autorités chinoises, Drolkar utilise des préservatifs comme moyen de contraception, pratique peu répandue dans cette société traditionnelle.

## Fiche technique
- Titre original : 气球, Qìqiú
- Titre français : Balloon
- Réalisation et scénario : Pema Tseden, d'après sa nouvelle
- Musique : Peyman Yazdanian
- Photographie : Lü Songye
- Décors : Daktse Dondrup
- Montage : Liao Ching-Sung, Jin Di
- Sociétés de production :Beijing Jiu Zhou Tong Ying Digital Cinemas Co., Factory Gate Films, Mani Stone
- Société de distribution en France : Condor Distribution
- Pays d'origine :  Chine
- Langues originales : tibétain et chinois
- Sous-titres français : Françoise Robin
- Format : couleur — 1,85:1 — 35 mm
- Genre : drame
- Durée : 102 minutes
- Dates de sortie :
  - Italie : 30 août 2019 (Mostra de Venise)
  - France : 26 mai 2021

## Distribution
- Sonam Wangmo : Drolkar, la femme de Dargye, mère de ses trois enfants
- Jinpa : Dargye, son mari, éleveur de brebis
- Yangshik Tso : Changchub Drolma, la sœur religieuse de Drolkar
- Koncho : le grand-père
- Dudul : Jamyang, le fils aîné qui étudie au lycée
- Drukla Dorje : le second fils
- Palden Nyrma : le fils cadet
- Kunde : Takbum Gyal, le professeur de tibétain de Jamyang, l'ex fiancé de drolma
- Dechen Yangzom : Druktso
- Kangchen Tsering : le docteur Sodra, médecin au dispensaire

## Distinctions

### Récompenses
- Festival du film et forum international sur les droits humains de Genève, 2019, Compétition fiction. Prix du Jury des jeunes[3].
- Festival du film de Cabourg 2020 : Mention Spéciale du Jury[4].

### Sélections
- Mostra de Venise 2019 :  sélection en section Orizzonti
- Festival international du film de Toronto 2019 :  sélection en section Contemporary World Cinema
- Festival de Busan 2019 :  sélection en section A Window on Asian Cinema